# Parafilaria
Parafilaria är ett släkte av rundmaskar. Parafilaria ingår i familjen Filariidae.
Släktet innehåller enligt Dyntaxa bara arten Parafilaria bovicola. Men har även tillskrivits arterna Parafilaria multipapillosa och Parafilaria antipini. 